# Torntuss
Torntuss (Tortula mucronifolia) är en bladmossart som beskrevs av Schwaegrichen 1811. Torntuss ingår i släktet tussmossor, och familjen Pottiaceae. Enligt den finländska rödlistan är arten starkt hotad i Finland. Enligt den svenska rödlistan är arten otillräckligt studerad i Sverige. Arten förekommer i Götaland, Svealand, Nedre Norrland och Övre Norrland. Artens livsmiljö är kalkstensklippor och kalkbrott. Inga underarter finns listade i Catalogue of Life.